# Sarah Reid (curling)
Sarah Reid (Kilmarnock, 20 de agosto de 1985) es una deportista británica que compitió por Escocia en curling.
Ganó una medalla de plata en el Campeonato Mundial de Curling Femenino de 2010 y tres medallas en el Campeonato Europeo de Curling entre los años 2012 y 2015.

## Palmarés internacional
| Representando a Escocia |                        |                   |        |
| Campeonato Mundial      |                        |                   |        |
| Año                     | Lugar                  | Medalla           | Prueba |
| 2010                    | Swift Current (Canadá) | Medalla de plata  | Equipo |
| Campeonato Europeo      |                        |                   |        |
| Año                     | Lugar                  | Medalla           | Prueba |
| 2012                    | Karlstad (Suecia)      | Medalla de plata  | Equipo |
| 2014                    | Champéry (Suiza)       | Medalla de bronce | Equipo |
| 2015                    | Esbjerg (Dinamarca)    | Medalla de plata  | Equipo |